# Quintus Caecilius Metellus Nepos
Quintus Caecilius Metellus Nepos was een lid van de Romeinse, invloedrijke tak Metellus van de gens Caecilia. Hij werd rond 135 v.Chr. geboren als zoon van Quintus Caecilius Metellus Balearicus in Rome. In 98 v.Chr. werd hij tot consul gekozen. Hij begon een affaire met Licinia Crassa, die zijn zonen baarde maar tegelijkertijd nog met Quintus Mucius Scaevola getrouwd was. Geheel tegen de verwachtingen in scheidden beiden van hun echtgenoten en trouwden met elkaar. Nepos stierf rond 55 v.Chr..

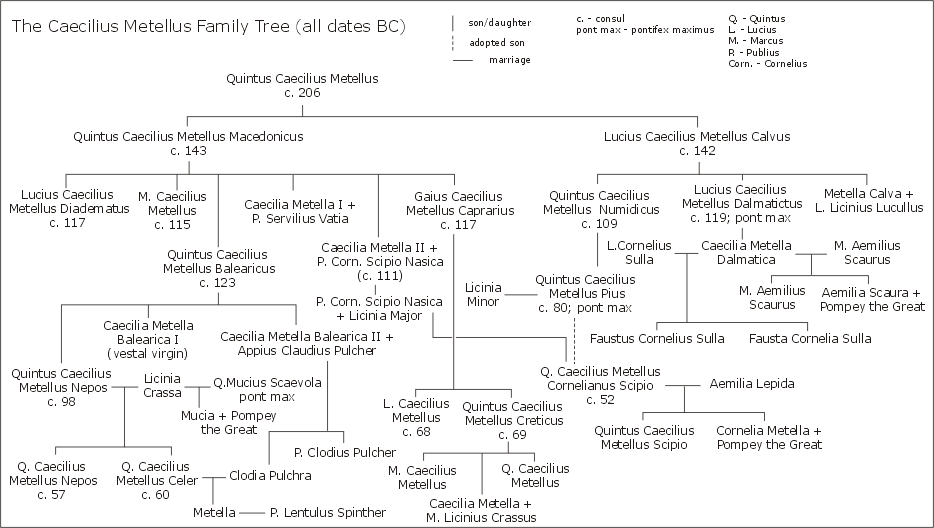
Stamboom van de gens Caecilia